# Ó

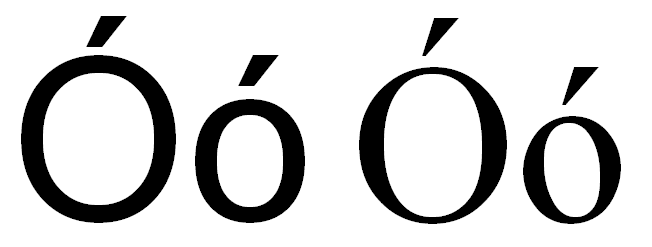
طرز نگارش O-اکسان اگو

Ó، ó یا O-اکسان اگو یکی از حروف الفبای فاروئی، مجاری، ایسلندی، کاشوبی، لهستانی، چکی، اسلواکیایی و سوربی است. همچنین در زبان‌های ایرلندی، کاتالان، اکسیتان، پرتغالی، اسپانیایی، ایتالیایی، گالیسی و ویتنامی نیز به صورت متغیری از o دیده می‌شود. جز این در زبان‌های انگلیسی و پومپوکول نیز از این حرف استفاده شده‌است.

## کاربردها
- Ó در وام‌واژه‌های واردشده به زبان انگلیسی دیده می‌شود.
- ó در پیین‌یین نشان‌دهندهٔ نواخت رو به بالاست.
- Ó بیست‌وچهارمین حرف الفبای چکی و بیست‌وهشتمین حرف الفبای اسلواکیایی است.
- این حرف هژدهمین حرف الفبای فاروئی است و صدای /œ/ یا /ɔu:/ را می‌رساند.
- Ó نوزدهمین حرف الفبای ایسلندی است و صدای /oṷ/ را می‌رساند.
- Ó در زبان ایرلندی کاربرد گسترده‌ای دارد:
  - Ó حرف اضافه به معنای از
  - در نام‌های خانوادگی ایرلندی به معنای نوه و تبار است و در آغاز نام می‌آید. شکل انگلیسی‌شدهٔ آن 'O است.
  - Ó حرف ندا است.
- ۲۳اُمین حرف الفبای کاشوبی است و صدای /o/ می‌دهد.
- ۲۵امین حرف الفبای مجاری است و صدای /o:/ می‌دهد.
- ۲۱امین حرف الفبای لهستانی است صدای /u/ می‌دهد.
- در پرتغالی نشان‌دهندهٔ /ɔ/ با تکیه است.
- در گیلیک اسکاتلندی عمدتاً ò جای آن را گرفته‌است.
- Ó در اسپانیایی نشان‌دهندهٔ o با تکیه است.
- در زبان سوربی بالایی نشان‌دهندهٔ آوای /uʊ/ است.
- ó در الفبای ویتنامی نشان‌دهنده نواخت بالای o است.